# Megaselia sandhui
Megaselia sandhui är en tvåvingeart som beskrevs av Ronald Henry Lambert Disney 1981. Megaselia sandhui ingår i släktet Megaselia och familjen puckelflugor. Inga underarter finns listade i Catalogue of Life.